# La Malouine
La Malouine (ex-Willem) est un navire de plaisance à utilisation commerciale. C'est un brick-goélette, coque et pont en acier. Il grée en brigantin depuis 1992.

## Histoire
Construit en 1969 en Pologne au chantier Stotsni, il est lancé comme remorqueur en Allemagne de l'Est sous le nom de Bogdan.
En 1992, deux navires de cette série sont rachetés par un armateur hollandais et subissent une refonte par l'architecte néerlandais Olivier Van Meer, qui les transforme en brigantin. Ils sont renommés Willem et Wytske Eelkje. Durant 18 ans ils effectuent des croisières le long des côtes de Suède et de Finlande.
En 2008 il participe aux Fêtes maritimes de Brest (Brest 2008).
En 2010, le Willem est acheté par François Bertrand à Saint-Malo et effectue des croisières au Cap-Vert. En 2012, racheté par Michel Diss, armateur de Lys croisières à Granville, il propose des sorties en mer et des croisières hauturières dans le cadre associatif de la MVPG (Mer, Voile, Pêche à Granville).